# Иоанн Каминиата
Иоанн Каминиата (Камениата; греч. Ιωᾴννης Καμινιάτης) (последняя треть IX века, Фессалоники — первая половина X века) — византийский писатель.

## Биография
Принадлежал к низшему городскому клиру. Был женат, имел троих детей.
Известен как автор сочинения «О взятии Фессалоник» (др.-греч. Εἰς τὴν ἅλωσιν τῆς Θεσσαλονίκης), в котором описал захват и разграбление 31 июля 904 года арабскими пиратами с Крита во главе с ренегатом Львом Триполийским второго по важности города Византийской империи.
Об авторе известно лишь из текста его сочинения. Являлся очевидцем событий, попавшим со своей семьёй и родственниками (женой, детьми, отцом, матерью, дядей и двумя младшими братьями) в плен к пиратам и жившим в Тарсе в надежде вернуться на родину.

## Сочинение
Текст повести «О взятии Фессалоник» может быть разделен на две части. Первая часть представляет собой энкомий городу Фессалоники, в нем излагаются достоинства города и его жителей. Кроме того, в этой части текста упоминаются живущие по соседству полунезависимые славянские племена. Вторая часть описывает взятие города арабами в 904 года и его последствия. Подробно излагаются ход штурма, похищение горожан, погрузка их на корабль и последовавшее заключение. Текст написан от первого лица и повествователь рассказывает о своей судьбе заключенного. Тем не менее, существуют подозрения, что этот рассказ является художественным вымыслом и повествователя не следует отождествлять с рассказчиком. 
Текст сохранился в поздних списках (XV—XVI века).

## Изданные переводы и оригинал
- De excisio Thessalonicensi // Theophаnes Continuatus, Ioannes Cameniata, Sуmеоn Magister, Georgius Monachus / Hrsg. I. Bekker. — Bonn, 1838, S. 487—600.
- Взятие Фессалоники / Пер. С. В. Поляковой, И. В. Феленковской, предисл. и коммент. Р. А. Наследовой // Две византийские хроники. — М., 1959.
- De expugnatione Thessalonicae / Ed. G. Böhlig. — Berolini, 1973.
- Στην ᾴλωση της Θεσσαλονίϰης: Εισαγωγῄ, μετάφραση, σχόλια. (греч.). — Θεσσαλονίϰη, 1987.